# Liste der Einträge im National Register of Historic Places im Roseau County

Lage des Roseau County in Minnesota

Die Liste der Einträge im National Register of Historic Places im Roseau County in Minnesota führt alle Bauwerke und historischen Stätten im Roseau County auf, die in das National Register of Historic Places aufgenommen wurden.
| [ 2 ] | Name                             | Bild                     | Eintragsdatum        | Lage                                                       | Ort                   | Beschreibung                                                   |
| ----- | -------------------------------- | ------------------------ | -------------------- | ---------------------------------------------------------- | --------------------- | -------------------------------------------------------------- |
| 1     | Canadian National Depot          | Canadian National Depot  | 1982 ID-Nr. 82003034 | 121 Main Avenue, Northeast 48° 54′ 22,9″ N, 95° 19′ 5,6″ W | Warroad               | 1914 errichtetes Bahnhofsgebäude der Canadian National Railway |
| 2     | Lodge Boleslav Jablonsky No. 219 |                          | 2002 ID-Nr. 02000936 | 30033 110th Street 48° 33′ 20,2″ N, 95° 56′ 58,3″ W        | Poplar Grove Township | 1916 errichtetes Klubhaus tschechischer Einwanderer            |
| 3     | Roseau County Courthouse         | Roseau County Courthouse | 1985 ID-Nr. 85001763 | 216 Center Street, West 48° 50′ 45,3″ N, 95° 45′ 56″ W     | Roseau                | 1913 errichtetes Justiz- und Verwaltungsgebäude                |